# یوما تاکاهاشی
یوما تاکاهاشی (ژاپنی: 高橋 悠馬؛ زادهٔ ۲۵ آوریل ۱۹۹۰) یک بازیکن فوتبال اهل ژاپن است.
از باشگاه‌هایی که در آن بازی کرده‌است می‌توان به باشگاه فوتبال ایواته گرولا موریوکا اشاره کرد.